# رودخانه خشمگین
رودخانه خشمگین (انگلیسی: The Angry River) یک فیلم در ژانر اکشن و فانتزی به کارگردانی هوانگ فنگ است که در سال ۱۹۷۱ منتشر شد.